# 内藤興盛
内藤 興盛（ないとう おきもり）は、戦国時代の武将。守護大名大内氏の重臣。大内義興、義隆の2代に仕え、約半世紀にわたり長門国守護代、評定衆など重職を占めた。

## 生涯

### 大内氏文武の要
伯父の内藤弘矩は明応4年（1495年）2月28日、「中務少輔武護為」に弘矩は政弘宅で、子の弥七弘和は義興が兵をさしむけて討伐した。
義興の意向で弘矩の弟で興盛の父弘春が家督を継承することになる。興盛は弘矩の娘を娶り、内藤氏の当主となる。
義興に仕え、宿老として長門守護代を務めた。義興の上洛にも参陣し、享禄元年（1528年）に義興が死去した後は子の大内義隆に仕える。義隆の時代には家中随一の大身の重臣となった。評定衆を務め、天文9年（1540年）の吉田郡山城の戦いには陶隆房（晴賢）らと共に援軍として派遣された。また、同11年（1542年）の月山富田城の戦いにも出陣し、菅谷口攻めを担当し毛利元就らと攻撃したが抜くことはできなかった。

### 大寧寺の変
月山富田城の戦いでの敗北の後、軍事・政治に関心を失った義隆との関係は冷却化する。文治派と武断派の対立が深まるなか、興盛は義隆の嫡子義尊に家督を譲り隠居するよう勧めるも拒否されている。
天文20年（1551年）の陶隆房の謀反（大寧寺の変）の時は消極的に隆房を支持し、義隆からの和睦の仲介要請を拒否したが、直後に隠居した。隠居には、大内氏の継承を巡る陶隆房との意見の相違があったとも言われる。嫡子の隆時はこの時には既に亡くなっていたため（月山富田城の戦いの時とも）、家督は嫡孫の隆世が継いだ。天文23年（1554年）に死去。

### 死後
娘の嫁ぎ先の毛利氏と、孫娘の嫁ぎ先の陶氏との対立が鮮明となってきた矢先の病死だったため、内藤氏一族は自らの義兄陶晴賢を支持する嫡孫・隆世派と、娘婿である毛利隆元とその父元就を支持する5男・隆春派が対立し、興盛の死んだ翌天文24年（1555年）の厳島の戦いを機に一族が分裂することとなる。
墓所は山口県山口市の善生寺。また、同寺には肖像画も残されている。興盛の血筋は毛利氏家臣として存続し、毛利隆元の正室尾崎局より生まれた外孫が毛利輝元として毛利氏を相続したことで、血筋は毛利家の外戚としても伝わっている。

## 逸話
大内家中では、武将・重臣としてとともに文化人、教養人としての信望が厚かったと言われている。近衛尚通に源氏物語の外題を請うたこともある。大内氏臣下の意見を当主に取り次ぐ役回りを務めるなど温厚な人柄で人望が高かったが、一方で大寧寺の変の時には義隆からの助命の要請を拒絶しており、乱世の厳しい主従関係がうかがわれる。
また、興盛自身は熱心な仏教徒であったと言われているが、フランシスコ・ザビエルが天文19年（1550年）と翌20年（1551年）にキリスト教布教のため山口を訪れた時、ザビエルらを屋敷によく招き、尽力して2度ともザビエルと義隆の面会を実現させた。さらに大寧寺の変の時はザビエル一行を自邸に保護するなど、ザビエルの庇護者としても知られる。